# Edward Sielicki
Edward Sielicki (ur. 3 czerwca 1956 w Warszawie) – polski kompozytor muzyki współczesnej i pedagog.

## Życiorys
Urodził się w rodzinie Ryszarda i Marii z domu Warschauer (1918–1999). W latach 1975–1980 studiował kompozycję pod kierunkiem Andrzeja Dobrowolskiego i Włodzimierza Kotońskiego w Akademii Muzycznej im. Fryderyka Chopina w Warszawie. W 1984 w ramach stypendium rządu holenderskiego kontynuował studia kompozytorskie, m.in. w dziedzinie muzyki elektronicznej, u Tona de Leeuw w Konserwatorium im. Sweelincka w Amsterdamie. Uczestniczył ponadto w Międzynarodowych Warsztatach Kompozytorskich w Amsterdamie (w 1984 i 1988), w Międzynarodowych Letnich Kursach Nowej Muzyki w Darmstadcie (1986) i w Awinionie (1991) oraz kilku kursach i warsztatach muzycznych w Polsce. 
Od 1987 wykłada na Uniwersytecie Muzycznym Fryderyka Chopina w Warszawie. W 2007 uzyskał stopień doktora habilitowanego sztuki muzycznej. W latach 2008–2014 pełnił funkcję prodziekana Wydziału Kompozycji, Dyrygentury i Teorii Muzyki tejże uczelni. Obecnie (2017) pracuje w Katedrze Kompozycji, gdzie prowadzi zajęcia z kompozycji, muzyki elektronicznej i komputerowej, kontrapunktu i współczesnych technik kompozytorskich.
W latach 1992–1993 wykładał na Letnim Uniwersytecie w Marly-le-Roi pod Paryżem, a w 2001 i 2003 oraz 2005–2006 roku prowadził klasę kompozycji na Uniwersytecie Keimyung w Daegu w Korei Południowej. Dał też szereg wykładów otwartych na różnych uczelniach krajowych i zagranicznych. Prowadzi ponadto działalność naukową i popularyzatorską.
Działa w takich stowarzyszeniach twórczych, jak Związek Kompozytorów Polskich, Polskie Towarzystwo Muzyki Współczesnej, ZAiKS i Polskie Stowarzyszenie Muzyki Elektroakustycznej. 

## Twórczość
W jego twórczości dominuje polistylizm łączący różnorodne, często odległe od siebie tradycje. Sielicki stosuje cytaty, różnego rodzaju opracowania fragmentów muzyki dawnej i aluzje do niej (np. do J.S. Bacha), wplecione dyskretnie w nowoczesną materię dźwiękową. Stosuje współczesne techniki kompozytorskie (punktualizm, aleatoryzm, sonoryzm) oraz nowe technologie (dźwięki generowane elektronicznie, muzyka konkretna).
Komponuje utwory orkiestrowe, kameralne, fortepianowe, wokalne i wokalno-instrumentalne oraz muzykę teatralną, filmową i telewizyjną.
Szereg jego dzieł zarejestrowanych zostało archiwalnie w Polskim Radiu i na płytach.

## Ważniejsze kompozycje
(na podstawie materiałów źródłowych)

### Utwory orkiestrowe
- Luxuria  (1979); wyk. „Warszawska Jesień” 1993
- Pulchrum est quod commensuratum est na lirę korbową, smyczki i klawesyn (1987)
- Koncert fortepianowy (1995)
- E pur si muoue (1998)
- Koncert na 2 fortepiany i orkiestrę smyczkową (2000)
- Koncert na klarnet i orkiestrę smyczkową (2000)
- II Symfonia (2004)
- Koncert na kwartet smyczkowy i małą orkiestrę (2004)
- Koncert obojowy (2004)
- Koncert fletowy (2005)
- Concertino na wiolonczelę i orkiestrę smyczkową (2005)
- Concerto per archi (2012)
- Rains, koncert na fortepian na 4 ręce i orkiestrę smyczkową (2013)
- L’Estro Fisarmonico, koncert na akordeon i orkiestrę smyczkową (2013)

### Utwory kameralne
- Kwintet dęty (1977)
- Lasciatemi vibrate na 3 perkusje (1978)
- Kwartet smyczkowy (1982); wyk. „Warszawska Jesień” 1984, 1990
- Canzona da sonar na zespół instr. dawnych (1983)
- Kwartet obojowy (1984)
- Arpeggione na skrzypce i gitarę (1986)
- Trio sonata na akordeon, gitarę i wibrafon (1986)
- Micrologus na akordeon i zespół instr. dawnych (1987)
- Differencias na zespół instr. dawnych (1988)
- Konzertstück na wiolonczelę i fortepian (1995)
- Baila na saksofon, akordeon i kontrabas (2000)
- Scherzonata na trąbkę i fortepian (2001)
- Der Ring et Melisande na trio fortepianowe (2003)
- Korean Trails na klarnet, wiolonczelę i fortepian (2010)
- Ensaladas na kwintet dęty blaszany (2012)
- Musica florea na flet, wiolonczelę i klawesyn (2013)

### Utwory na instrumenty solowe
- Kronos na kontrabas (1984)
- Cadenza na rożek angielski (1986)
- Tabulatura na organy (1988)
- Glenn Gould in memoriam na fortepian (1990)
- Pezzo per chitarra (1990)
- Serenada na 10 fortepianów (1991)
- Choralvorspiele na obój (1997)
- Sonata w pięciu częściach na fortepian na 4 ręce (2000)
- Oh, Scottie!, ragtime na 2 fortepiany na 8 rąk (2002)
- Sześć fantazji na flet solo (2004)
- Sonata na klawesyn (2008)
- Rain, Steam and Speed (after Turner) na fortepian (2013)

### Utwory wokalne
- Agnus Dei per coro misto a sei voci a cappella (1978); wyk. „Warszawska Jesień” 1983
- Assumpta est Maria, motet na sopran, alt i chór mieszany (1985)
- Jakie to łatwe!, wariacje w formie otwartej (ok. 200 utworów) na chór dziecięcy a cappella (1991)
- Jubilate Deo, psalm na chór mieszany a cappella (1994)
- Trzy kolędy łacińskie na chór mieszany a cappella (1994)

### Utwory wokalno-instrumentalne
- Ecclesiaes, oratorium na recytatora, solistów, chór i orkiestrę (1980)
- Shir Tachnunim. Psalmy błagalne na chór męski, instr. dęte blaszane i perkusję; sł. w jęz. hebrajskim (1981)
- Salve Regina na chór chłopięcy/ żeński i organy (1981)
- Cztery poematy „In memoriam Tadeusz Baird” na sopran i zespół kameralny; sł. H. Poświatowska (1985)
- I Symfonia na chór i orkiestrę; sł. ze Starego Testamentu (1987)
- Dulci Sono melodiae na baryton i organy (1987)

### Utwory elektroniczne
- Paralipomenon na taśmę (1988); wyk. „Warszawska Jesień” 1988
- ZIG-ZAG na perkusję i taśmę (1988)
- Soundcruncher/ Dźwiękojad na aktora i taśmę; sł. kompozytor (1994)
- Weteringschans na saksofon sopranowy i taśmę (1998)
- Fantazja polimorficzna na fisharmonię/ akordeon i taśmę (2000); wyk. „Warszawska Jesień” 2000
- Entre espejos na harfę i taśmę (2000)
- Ballada na fortepian i taśmę (2002)
- Growl na instr. akustyczne, elektroniczne i komputer (2003)
- La Belle Epoque na media elektroniczne (2009)
- Nostalgia nieskończoności na orkiestrę smyczkową i taśmę (2010)
- Preludia multimedialne na dźwięki elektroniczne i wideo (2012)

### Utwory sceniczne
- Wielki Nikt, opera kameralna dla dzieci; libr. Lech Terpiłowski (1991)

## Nagrody i wyróżnienia
- Wyróżnienie w Konkursie Młodych Związku Kompozytorów Polskich za Shir Takhnunim (1981)
- III nagroda na Międzynarodowym Konkursie Kompozytorskim w Genewie za Luxurię (1987)
- Nagroda Artystyczna Młodych im. Stanisława Wyspiańskiego II stopnia za całokształt twórczości (1989)[3]
- Nagroda na IV TST w Toruniu za muzykę do spektaklu Alicja w krainie czarów w Białostockim Teatrze Lalek (1997)[3]
- Odznaka Honorowa Stowarzyszenia Autorów ZAiKS (1998)[4]
- Wyróżnienie na Międzynarodowym Konkursie Muzyki Elektroakustycznej w Bourges za Weteringschans (2002)
- Stypendium artystyczne m.st. Warszawy w dziedzinie muzyki na projekt „Trea. Dokończenie dzieła Stanisława Moniuszki” (2021)[5]

Źródło:.